# Aire d'attraction de la Ferté-Bernard
L'aire d'attraction de la Ferté-Bernard est un zonage d'étude défini par l'Insee pour caractériser l’influence de la commune de La Ferté-Bernard sur les communes environnantes. Publiée en octobre 2020, elle se substitue à l'aire urbaine de La Ferté-Bernard, qui comportait 20 communes dans le dernier zonage qui remontait à 2010.

## Définition
L'aire d'attraction d'une ville est composée d’un pôle, défini à partir de critères de population et d’emploi ainsi que d’une couronne constituée des communes dont au moins 15 % des actifs travaillent dans le pôle. Le pôle d’attraction constitue ainsi un point de convergence des déplacements domicile-travail,.

## Type et composition
L’aire d'attraction de la Ferté-Bernard est une aire inter-régionale qui comporte 37 communes : 35 situées dans la Sarthe et 2 dans l'Orne (Bellou-le-Trichard et Saint-Germain-de-la-Coudre). 
Elle est catégorisée dans les aires de moins de 50 000 habitants, une catégorie qui regroupe 12,2 % au niveau national.

### Carte

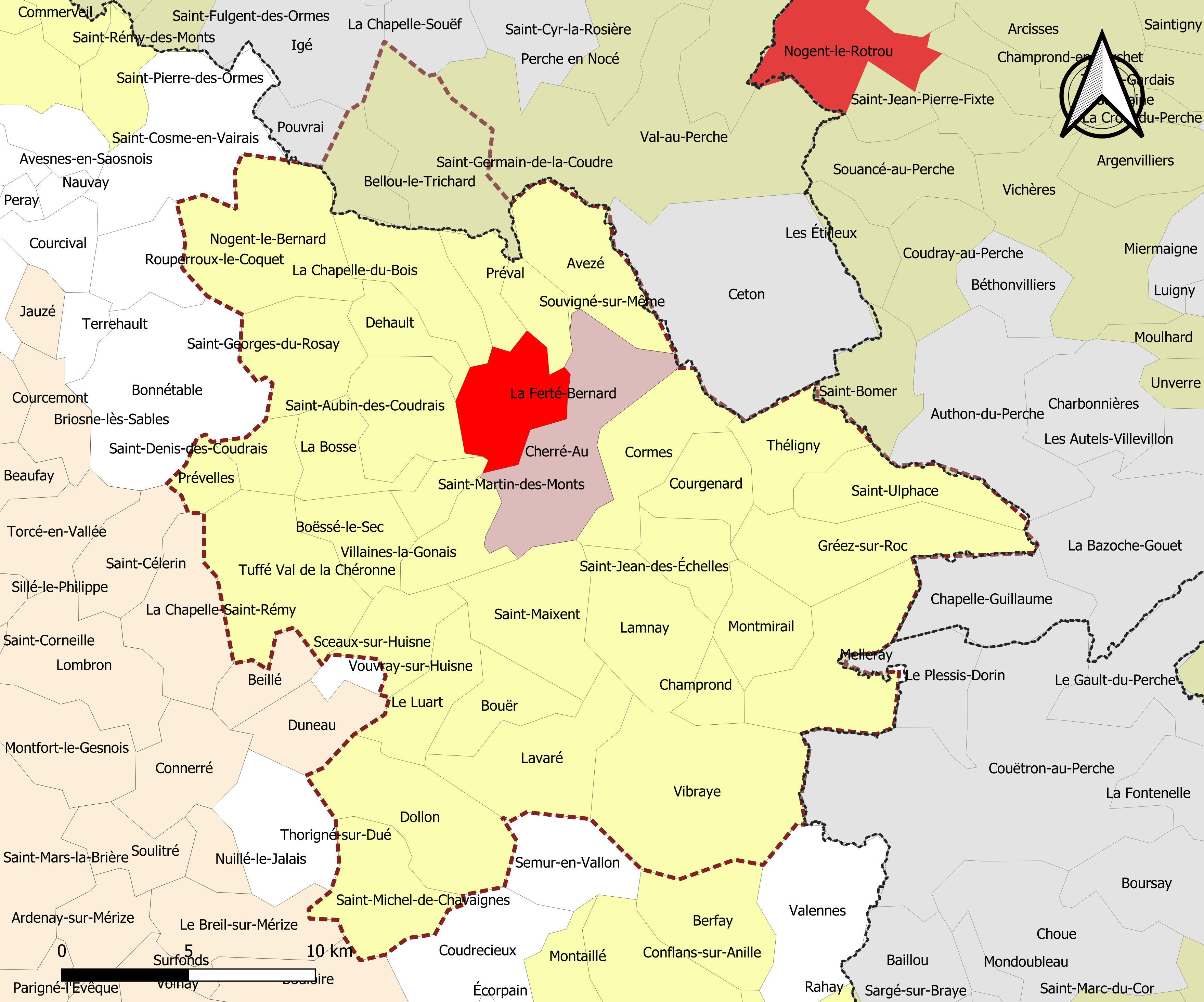
Carte de l'aire d'attraction de la Ferté-Bernard.
Commune-centre
Commune du pôle principal
Commune de la couronne

### Composition communale
| Nom                               | Code Insee | Département | Statut                    | Superficie (km2) | Population (dernière pop. légale) | Densité (hab./km2) | Modifier                                    |
| --------------------------------- | ---------- | ----------- | ------------------------- | ---------------- | --------------------------------- | ------------------ | ------------------------------------------- |
| La Ferté-Bernard (commune-centre) | 72132      | Sarthe      | commune-centre            | 14,96            | 8 769 (2022)                      | 586                | modifier les données · modifier les données |
| Cherré-Au                         | 72080      | Sarthe      | commune du pôle principal | 30,37            | 2 746 (2022)                      | 90                 | modifier les données · modifier les données |
| Bellou-le-Trichard                | 61041      | Orne        | commune de la couronne    | 9,67             | 196 (2022)                        | 20                 | modifier les données · modifier les données |
| Saint-Germain-de-la-Coudre        | 61394      | Orne        | commune de la couronne    | 26,21            | 828 (2022)                        | 32                 | modifier les données · modifier les données |
| Avezé                             | 72020      | Sarthe      | commune de la couronne    | 20,81            | 692 (2022)                        | 33                 | modifier les données · modifier les données |
| Boëssé-le-Sec                     | 72038      | Sarthe      | commune de la couronne    | 11,76            | 534 (2022)                        | 45                 | modifier les données · modifier les données |
| La Bosse                          | 72040      | Sarthe      | commune de la couronne    | 10,75            | 153 (2022)                        | 14                 | modifier les données · modifier les données |
| Bouër                             | 72041      | Sarthe      | commune de la couronne    | 12,00            | 352 (2022)                        | 29                 | modifier les données · modifier les données |
| Champrond                         | 72057      | Sarthe      | commune de la couronne    | 5,98             | 68 (2022)                         | 11                 | modifier les données · modifier les données |
| La Chapelle-du-Bois               | 72062      | Sarthe      | commune de la couronne    | 16,53            | 779 (2022)                        | 47                 | modifier les données · modifier les données |
| Cormes                            | 72093      | Sarthe      | commune de la couronne    | 19,00            | 886 (2022)                        | 47                 | modifier les données · modifier les données |
| Courgenard                        | 72105      | Sarthe      | commune de la couronne    | 11,32            | 460 (2022)                        | 41                 | modifier les données · modifier les données |
| Dehault                           | 72114      | Sarthe      | commune de la couronne    | 8,94             | 250 (2022)                        | 28                 | modifier les données · modifier les données |
| Dollon                            | 72118      | Sarthe      | commune de la couronne    | 25,33            | 1 433 (2022)                      | 57                 | modifier les données · modifier les données |
| Gréez-sur-Roc                     | 72144      | Sarthe      | commune de la couronne    | 25,38            | 339 (2022)                        | 13                 | modifier les données · modifier les données |
| Lamnay                            | 72156      | Sarthe      | commune de la couronne    | 22,09            | 920 (2022)                        | 42                 | modifier les données · modifier les données |
| Lavaré                            | 72158      | Sarthe      | commune de la couronne    | 22,88            | 817 (2022)                        | 36                 | modifier les données · modifier les données |
| Le Luart                          | 72172      | Sarthe      | commune de la couronne    | 12,23            | 1 454 (2022)                      | 119                | modifier les données · modifier les données |
| Melleray                          | 72193      | Sarthe      | commune de la couronne    | 25,90            | 446 (2022)                        | 17                 | modifier les données · modifier les données |
| Montmirail                        | 72208      | Sarthe      | commune de la couronne    | 12,53            | 369 (2022)                        | 29                 | modifier les données · modifier les données |
| Nogent-le-Bernard                 | 72220      | Sarthe      | commune de la couronne    | 30,26            | 876 (2022)                        | 29                 | modifier les données · modifier les données |
| Préval                            | 72245      | Sarthe      | commune de la couronne    | 7,62             | 669 (2022)                        | 88                 | modifier les données · modifier les données |
| Prévelles                         | 72246      | Sarthe      | commune de la couronne    | 4,81             | 193 (2022)                        | 40                 | modifier les données · modifier les données |
| Saint-Aubin-des-Coudrais          | 72267      | Sarthe      | commune de la couronne    | 17,42            | 916 (2022)                        | 53                 | modifier les données · modifier les données |
| Saint-Denis-des-Coudrais          | 72277      | Sarthe      | commune de la couronne    | 7,00             | 113 (2022)                        | 16                 | modifier les données · modifier les données |
| Saint-Georges-du-Rosay            | 72281      | Sarthe      | commune de la couronne    | 17,31            | 450 (2022)                        | 26                 | modifier les données · modifier les données |
| Saint-Jean-des-Échelles           | 72292      | Sarthe      | commune de la couronne    | 10,64            | 225 (2022)                        | 21                 | modifier les données · modifier les données |
| Saint-Maixent                     | 72296      | Sarthe      | commune de la couronne    | 22,48            | 741 (2022)                        | 33                 | modifier les données · modifier les données |
| Saint-Martin-des-Monts            | 72302      | Sarthe      | commune de la couronne    | 5,72             | 172 (2022)                        | 30                 | modifier les données · modifier les données |
| Saint-Michel-de-Chavaignes        | 72303      | Sarthe      | commune de la couronne    | 18,37            | 740 (2022)                        | 40                 | modifier les données · modifier les données |
| Saint-Ulphace                     | 72322      | Sarthe      | commune de la couronne    | 15,98            | 223 (2022)                        | 14                 | modifier les données · modifier les données |
| Sceaux-sur-Huisne                 | 72331      | Sarthe      | commune de la couronne    | 11,76            | 584 (2022)                        | 50                 | modifier les données · modifier les données |
| Souvigné-sur-Même                 | 72342      | Sarthe      | commune de la couronne    | 6,28             | 160 (2022)                        | 25                 | modifier les données · modifier les données |
| Théligny                          | 72353      | Sarthe      | commune de la couronne    | 14,31            | 215 (2022)                        | 15                 | modifier les données · modifier les données |
| Tuffé Val de la Chéronne          | 72363      | Sarthe      | commune de la couronne    | 29,16            | 1 669 (2022)                      | 57                 | modifier les données · modifier les données |
| Vibraye                           | 72373      | Sarthe      | commune de la couronne    | 43,62            | 2 508 (2022)                      | 57                 | modifier les données · modifier les données |
| Villaines-la-Gonais               | 72375      | Sarthe      | commune de la couronne    | 10,34            | 517 (2022)                        | 50                 | modifier les données · modifier les données |